# Salvatore Lucania
Salvatore Lucania, beter bekend onder de pseudoniemen Charles Luciano en Lucky Luciano (Lercara Friddi, 24 november 1897 – Napels, 26 januari 1962) was een Italiaans-Amerikaans crimineel en werd als een van de invloedrijkste leden van de maffia gezien.
Luciano emigreerde in 1905 vanuit Sicilië naar de Verenigde Staten, waar hij al snel in het criminele circuit terechtkwam. Zijn bijnaam "Lucky" kreeg hij van jeugdvrienden Meyer Lansky en Bugsy Siegel. Zijn vermogen om lange tijd uit handen van justitie te blijven en het feit dat hij meerdere aanslagen overleefde, hebben hierin een rol gespeeld.
Toen hij voor heroïnehandel een jaar lang in de gevangenis doorbracht, leerde hij enkele andere jonge criminelen kennen. In 1916 waren Luciano en zijn Five Points Gang, waar ook Lansky en Siegel deel van uitmaakten, verdachten in diverse moordzaken. De maffia uit New York kreeg belangstelling voor de bende en begin jaren twintig werkte Luciano voor maffiabazen als Frank Costello en Vito Genovese. Het advies van oudestijlmaffiosi om uit de buurt te blijven van Costello sloeg Luciano in de wind. Van Costello leerde hij veel over het omkopen van politici en politiemensen. Tevens kwam hij via Costello in contact met politici als William O'Dwyer, zakenlieden als Arnold Rothstein en maffiosi als Dutch Schultz.
Nadat Luciano in 1922 Rocco Valenti doodgeschoten had, werd hij lid van de bende van Joe "The Boss" Masseria. Toen de Castellammareoorlog tussen Masseria en diens rivaal Salvatore Maranzano uitbrak, kon Luciano aan de slag bij Maranzano, maar weigerde dit, waarop hij ernstig werd mishandeld door mannen van Maranzano. Daarbij werden de spieren in zijn rechterwang beschadigd, waardoor Luciano zijn verdere leven last had van zijn oog. Tijdens een diner in een restaurant in 1931 was Luciano in gesprek met Masseria, toen hij zich verontschuldigde en een bezoek bracht aan het toilet. Daaropvolgend stormden een aantal huurmoordenaars het restaurant binnen en vermoordden Masseria. Luciano sloot zich vervolgens aan bij Maranzano, die zich na de dood van Masseria uitriep tot capo di tuti capi (baas van alle bazen). Luciano, die de mishandeling eerder niet was vergeten, nam wraak en liet ook Maranzano vermoorden. In de daaropvolgende Night of the Sicilian Vespers werden nog zeker 40, en wellicht 90 aanhangers van Maranzano gedood.
Luciano had ervoor gezorgd dat zijn grote concurrenten, de oude garde uit de weg waren geruimd en dwong daarmee respect af in de maffiawereld. Hij was daarna onbetwist maffialeider en was actief in de prostitutie, drugshandel en afpersing. Tussen 1919 en 1936 werd hij herhaaldelijk gearresteerd. Pas bij de 25e arrestatie werd hij veroordeeld, nadat openbaar aanklager Thomas Dewey drie prostituees zo ver had gekregen dat ze tegen hem wilden getuigen. Luciano kreeg uiteindelijk een 40-jarige gevangenisstraf.
Tijdens de Tweede Wereldoorlog, waarin de VS eind 1941 betrokken raakten, rezen in de loop van 1942 vermoedens, dat de Maffia vanuit de haven van New York de Duitse onderzeeërs bevoorraadden. Onder het motto "boeven vangen met boeven" werd de Operatie Underworld gestart, waarin Luciano vanuit de gevangenis inlichtingen verzamelde voor de Amerikanen over deze praktijken. Vervolgens werden Luciano's contacten in Italië gebruikt door de militaire geheime dienst van de Verenigde Staten bij de landing op Sicilië. Als beloning voor de bewezen diensten eisten de handlangers van Luciano zijn vrijlating. In 1946 werd hij uit de gevangenis ontslagen, en werd zijn straf kwijtgescholden. Aangezien hij bij zijn komst in de Verenigde Staten nooit het Amerikaans burgerschap had aangevraagd, diende hij het land te verlaten. Hij werd als ongewenste vreemdeling uitgezet naar Italië. In Napels zette hij zijn criminele activiteiten voort en zette een drugslijn op tussen Europa en Amerika. Het transport liep via Cuba dat in die tijd een vrijhaven was voor criminelen. Later ging Luciano zelf in Cuba wonen om toezicht te houden op het transport en met als doel uiteindelijk terug te keren op het vasteland van Amerika. Luciano was op dat moment op zijn hoogtepunt, hij had een complete drugslijn en had van een afstand nog veel invloed op de maffia in New York. Begin jaren vijftig kregen de Amerikanen lucht van de activiteiten van Luciano en dreigden met sancties tegen de Cubaanse regering wanneer ze Luciano binnen de landsgrenzen lieten bivakkeren. Cuba gaf gehoor aan de dreigementen en stuurde Luciano terug naar Italië. In Italië runde hij nog steeds de drugslijn naar de Verenigde Staten die daarop geheim agenten inzetten om Luciano op de knieën te krijgen, iets wat mislukte. Na de staatsgreep die Fidel Castro aan de macht bracht in Cuba, kwam de drugslijn tot stoppen. Luciano beëindigde vervolgens zijn criminele activiteiten en zorgde goed voor de lokale bevolking, door flinke sommen geld uit te geven aan mensen in nood. In 1962 overleed hij aan een hartaanval toen hij onderweg was een bekende van het vliegveld op te halen. Postuum werd toestemming verkregen zijn stoffelijke resten naar de Verenigde Staten te brengen, waar hij in New York werd begraven.
- Bibsys: 8056253
- Bibliothèque nationale de France: cb16601582t (data)
- Gemeinsame Normdatei: 118574752
- International Standard Name Identifier: 0000 0001 1615 1098
- Library of Congress Control Number: n79049596
- Nationale Bibliotheek van Israël: 987007447755005171
- Nationale Bibliotheek van Polen: a0000002396679
- Nederlandse Thesaurus van Auteursnamen: 069968322
- Système universitaire de documentation: 077305000
- Trove: 1026685
- Virtual International Authority File: 30813198
- WorldCat: E39PBJv4kF7XpDMDYCfwkt7bVC